# Pumpkin Tracks
Pumpkin Tracks è il primo "Best of" del gruppo power metal tedesco Helloween . È stata un'edizione limitata pubblicata solo in Europa.

## Tracce
1. Savage - 03:26 (Kiske)
2. Save Us - 05:12 (Hansen)
3. Victim Of Fate - 06:37 (Hansen)
4. Livin' Ain't No Crime - 04:43 (Weikath)
5. Don't Run For Cover - 04:48 (Kiske)
6. Judas - 04:39 (Hansen)
7. Murderer - 04:25 (Hansen)
8. Starlight - 04:12 (Weikath/Hansen)
9. Phantoms Of Death - 06:33 (Hansen)
10. A Tale That Wasn't Right - 05:15 (Weikath)
11. I Want Out - 04:39 (Hansen)
12. March Of Time - 05:13 (Hansen)

- Le tracce 3, 6, 7, 8 e 9 sono state prima pubblicate in Walls of Jericho.
- La traccia 10 è stata prima pubblicata in Keeper of the Seven Keys Part 1.
- Le tracce 2, 11 e 12 sono state pubblicate in Keeper of the Seven Keys Part 2.
- Le tracce 1, 4 e 5 sono state pubblicate come b-sides.

## Formazione
- Michael Kiske - voce
- Kai Hansen - chitarra
- Michael Weikath - chitarra
- Markus Großkopf - basso
- Ingo Schwichtenberg - batteria